# Hell Is Empty and All the Devils Are Here
 (juillet 2018).
Si vous disposez d'ouvrages ou d'articles de référence ou si vous connaissez des sites web de qualité traitant du thème abordé ici, merci de compléter l'article en donnant les références utiles à sa vérifiabilité et en les liant à la section « Notes et références ».
Albums de Anaal Nathrakh
Eschaton
(2006) In the Constellation of the Black Widow
(2009)
Hell Is Empty and All the Devils Are Here est le quatrième album studio du groupe de Black metal anglais Anaal Nathrakh. L'album est sorti le 29 octobre 2007 sous le label FETO Records.
Le titre de l'album est une citation du premier acte de la tragicomédie La Tempête de William Shakespeare.
Musicalement, l'album se démarque de ses prédécesseurs. Ce dernier inclut dans sa musique des influences de Thrash metal et de Death metal, inexistantes sur les précédentes productions de Anaal Nathrakh.
Joe Horvath est le seul chanteur sur le titre Genetic Noose.

## Musiciens
- Dave Hunt - Chant
- Mike Kenney - Tous les instruments

### Musiciens de session
- Joe Horvath - Chant sur le titre Genetic Noose

## Liste des morceaux
1. Solifugae (Intro) – 1:05
2. Der Hölle Rache Kocht In Meinem Herzen – 3:39
3. Screaming of the Unborn – 2:46
4. Virus Bomb – 3:36
5. The Final Absolution – 3:55
6. Shatter the Empyrean – 3:05
7. Lama Sabachthani – 3:48
8. Until the World Stops Turning – 2:53
9. Genetic Noose – 3:34
10. Sanction Extremis (Kill Them All) – 3:33
11. Castigation and Betrayal – 4:02